# Чентри Комерц. Баричентро-Аучан (Бари)
Чентри Комерц. Баричентро-Аучан (итал. Centri Commerc. Baricentro-Auchan) је насеље у Италији у округу Бари, региону Апулија.
Према процени из 2011. у насељу је живело 2 становника. Насеље се налази на надморској висини од 201 м.